# Seznam nejvyšších budov ve Švédsku

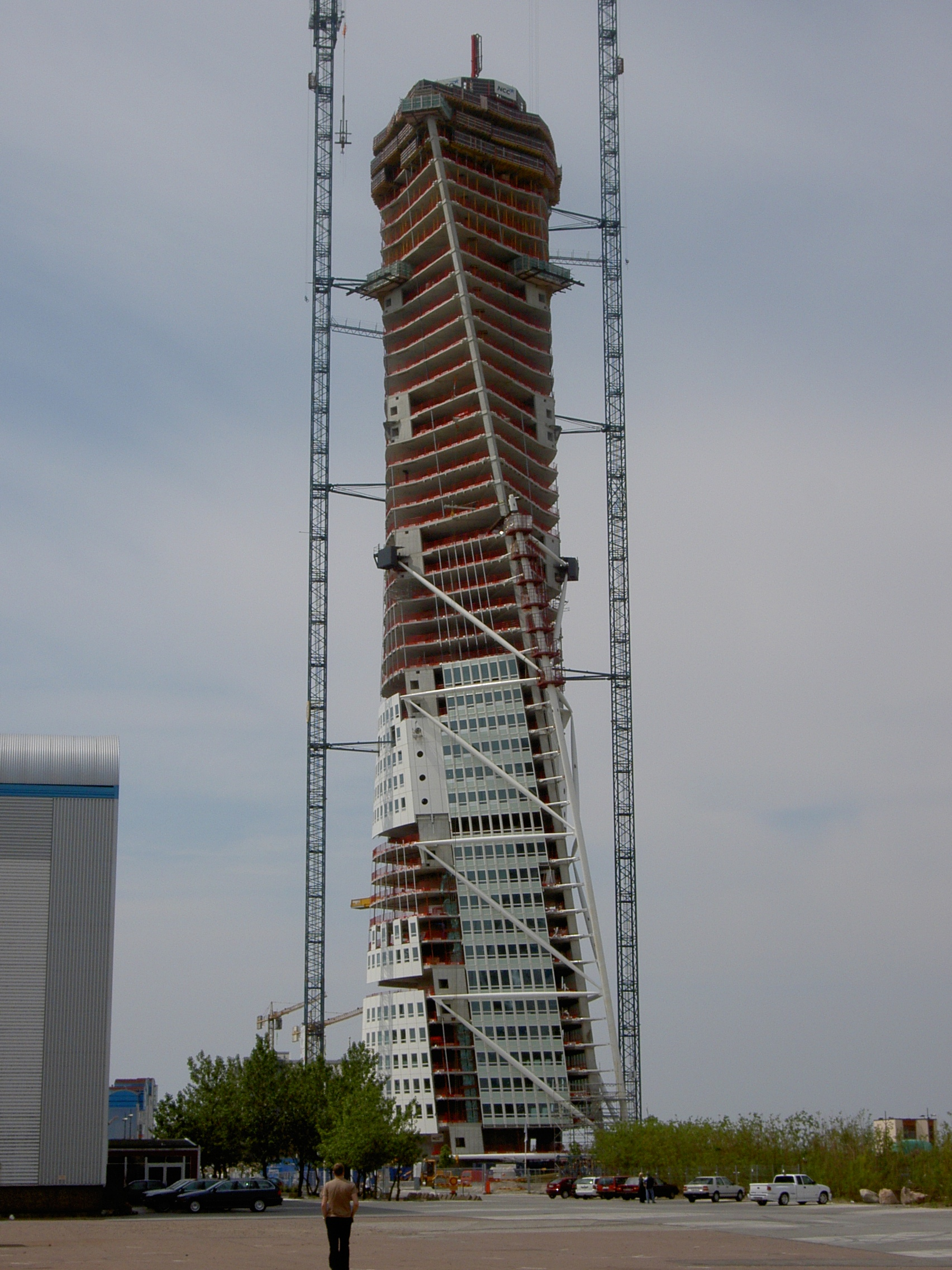
Budova Turning Torso při stavbě v roce 2004.

Seznam nejvyšších budov ve Švédsku. Platný v roce 2022.         

## Základní Informace
Zatím nejvyšší budovou ve Švédsku je Turning Torso s výškou 190 metrů.                                                                                             

## Seznam budov
| Pořadí | Název                  | Obrázek | Město     | Výška [m] | Podlaží | Rok dokončení |
| ------ | ---------------------- | ------- | --------- | --------- | ------- | ------------- |
| 1.     | Turning Torso          |         | Malmö     | 190       | 54      | 2005          |
| 2.     | Norra Tornen 1         |         | Stockholm | 121       | 36      | 2018          |
| 3.     | Kista Science Tower    |         | Stockholm | 117       | 30      | 2003          |
| 4.     | Scandic Victoria Tower |         | Stockholm | 117       | 35      | 2011          |
| 5.     | Kista Torn             |         | Stockholm | 110       | 40      | 2016          |
| 6.     | The Point              |         | Malmö     | 110       | 29      | 2019          |
| 7.     | Norra tornen 2         |         | Stockholm | 104       | 30      | 2021          |
| 8.     | Sthlm 01               |         | Stockholm | 102,5     | 27      | 2020          |
| 9.     | Gårda Vesta            |         | Göteborg  | 97        | 25      | 2021          |
| 10.    | Hotel Gothia Towers    |         | Göteborg  | 96        | 29      | 2015          |
| 11.    | Malmö Live             |         | Malmö     | 87        | 25      | 2015          |
| 12.    | Skatteskrapan          |         | Stockholm | 86        | 28      | 1959          |
| 13.    | Lilla Bommen           |         | Göteborg  | 86        | 23      | 1989          |
| 14.    | DN-skrapan             |         | Stockholm | 84        | 26      | 1964          |
| 15.    | Söder Torn             |         | Stockholm | 83        | 24      | 1997          |